# Microforma
Microformas são qualquer forma, tanto filmes ou papel, contendo microrreproduções  de documentos para transmissão, armazenamento, leitura e impressão. As imagens em microforma são geralmente reduzidas em 25 vezes. Para propósitos especiais, reduções óticas maiores podem ser usadas. Todas as imagens em microforma podem ser fornecidas em negativos ou positivos, sendo estes mais comuns.
Três formatos são comuns: microfilme (rolos), aperture cards e microfichas. Os microcartões eram similares às microfichas, mas impressos em papel-cartão, em vez de em filmes fotográficos.

## História
Usando o processo do Daguerreótipo, John Benjamin Dancer foi um dos primeiros a produzir micro-fotografias, em 1839. Ele atingiu uma razão de redução de 160:1. Dancer aperfeiçoou seus procedimentos de redução com o processo de nitro-celulose de Frederick Scott Archer, desenvolvido em 1850-51, mas ele tratou seu trabalho de décadas sobre micro-fotografias como um hobby e não documentou seus procedimentos. Que a micro-fotografia podia ser não mais que uma novidade era uma opinião compartilhada pelo Dictionary of Photography de 1858, que chamou o processo de "um tanto frívolo e infantil".
A microfotografia foi sugerida primeiramente como um método de preservação de documentos no início da década de 1850 – em 1851 por James Glaisher, um astrônomo e em 1853 por John Herschel.  Ambos atenderam à Grande Exibição em Londres, em 1851, onde a exibição sobre fotografia influenciou Glaisher grandemente: ele a chamou "a mais notável descoberta dos tempos modernos", e argumentou em seu relatório oficial a favor do uso da micro-fotografia na preservação de documentos.
Os desenvolvimentos em micro-fotografia continuaram ao longo das décadas seguintes, mas não foi antes da virada do século que seu potencial de uso prático foi reconhecido por uma audiência mais ampla. Em 1896, o engenheiro canadense Reginald Fessenden sugeriu microformas como uma solução compacta para os materiais desajeitados, mas frequentemente consultados dos engenheiros. Ele propôs que até 150 milhões de palavras pudessem caber em uma polegada quadrada e que um pé cúbico poderia conter 1,5 milhões de títulos.
Em 1906, Paul Otlet e Robert Goldschmidt propuseram a livre microphotographique como uma maneira de aliviar o custo e as limitações de espaço impostas pelo formato codex.  A meta ambiciosa de Otlet era criar um biblioteca central mundial de documentação jurídica, social e cultural e ele viu a microficha como uma alternativa relativamente barata, fácil de manipular, fácil de reproduzir e extremamente compacta. Em 1925 a equipe falou de uma biblioteca enorme onde cada volume existisse como negativos e positivos mestres e onde itens fossem impressos sob demanda dos interessados.
No encontro anual de 1936, a American Library Association endossou o uso das microformas. Antes dessa aceitação oficial, as microformas forma usadas em campos relacionados: entre 1927 e 1935, a Biblioteca do Congresso microfilmou mais de três milhões de páginas de livros e manuscritos da Biblioteca Britânica. Em 1929 o Social Science Research Council e o American Council of Learned Societies juntaram esforços para criar um Comitê Unido de Pesquisas em Materiais, que seguiu de perto a o potencial das microformas para servir de versões reduzidas de materiais técnicos ou acadêmicos. Em 1933, Charles C. Peters desenvolveu um método para microfilmar dissertações. Em 1934, National Agriculture Library dos EUA implementou o primeiro serviço de impressão sob demanda de microformas, que foi rapidamente seguido por uma empresa comercial parecida, a Science Service, e em 1938 a University Microfilms foi estabelecida e o Projeto de Microformas de Jornais Estrangeiros de Harvard foi implementado.
Em 1940, o formato mais usado hoje em dia - o microfilme - foi desenvolvido. Os formatos que se tornaram obsoletos com o avanço do microfilme foram o Photoscope, o Film-O-Graph, o Fiske-O-Scope e filmslides.
Microformas e microfilmes de folhas cortadas antigas (ou seja, até ao início da década de 1930) eram impressos em um filme de nitrato e apresentava altos riscos para as instituições que os mantinham, pois são altamente inflamáveis e explosivos. A partir do final da década de 1930 até os anos 1980, os microfilmes eram geralmente impressos em uma base de acetato de celulose, que provoca lágrimas, a chamada "síndrome do vinagre" e manchas redox. A sídrome do vinagre é o resultado de uma decaimento químico e produz "encolhimento, borbulhamento e fragilização".  Manchas redox são amarelas, laranjas ou vermelhas  ou pontos medindo entre 15 e 150 micrômetros de diâmetro criados por ataques oxidativos no filme, e são devidas basicamente a condições de armazenagem inapropriadas.

## Vantagens
O médio tem inúmeras vantagens: 
- É compacta, com muito menor do que os custos de armazenagem, o suporte papel. Normalmente 98 páginas tamanho documento caber em uma ficha, reduzindo para cerca de 0,25% material original. Quando comparado ao depósito papel, microformas podem reduzir requisitos de espaço de armazenamento de até 95%.
- É mais barato do que distribuir a versão impressa. A maioria dos serviços microfichas obter um desconto sobre a reprodução em massa direitos de reprodução e ter menor custo e de transporte de uma quantidade comparável de papel impresso.
- É uma forma estável arquivamento quando devidamente processadas. Preservação padrão microfilmes uso molhadas transformados halogeneto de prata corantes no duro [gelatina]emulsão em um [poliéster] base. Com as condições adequadas de armazenamento, este filme tem uma esperança de vida de 500 anos. Infelizmente, em climas tropicais com alta umidade, fungo come a gelatina usada para vincular o halogeneto de prata. Assim, diazóicas sistemas baseados em arquivos com menor vida (20 anos), que tem superfícies de poliéster ou epóxi são utilizados.
- Uma vez que é analógico (uma imagem real dos dados originais), é mais fácil de visualizar. Ao contrário digital meios de comunicação, o formato não necessita de software para decodificar os dados armazenados nela - é imediatamente compreensível para as pessoas alfabetizadas na língua, o único equipamento que é necessário é uma simples lupa. Isto reduz a possibilidade de obsolescência.

## Desvantagens
- A principal desvantagem de microformas é que a imagem é pequena demais para ler com o olho nu. Bibliotecas especial leitores devem utilizar esse projeto em tamanho imagens em um chão de vidro .
- Leitor de máquinas utilizadas para visualizar microfilmes são muitas vezes difíceis de usar, exigindo que o usuário ao vento cuidadosamente e rewind até que tenham chegado ao ponto em que os dados que eles estão procurando é armazenado. Além disso, ilustrações fotográficas reproduzem mal na Microficha formato, com a imagem geralmente não ser tão acentuada que o original. O último problema com as máquinas impressoras é que nem sempre estão disponíveis, limitando a capacidade do usuário de fazer cópias para os seus próprios fins.
- Cor microfilme é extremamente caro, desencorajando, assim, mais bibliotecas que pretendam utilizar microfilmes de ter cor material disponível. Isto resulta na perda de algumas informações, como cor materiais serão preservados utilizando microfilme regulares, a fim de economizar dinheiro.
- Quando armazenado nas gavetas alta densidade, é fácil misfile uma ficha, que é posteriormente indisponível. Algumas bibliotecas microfichas, portanto, manter o gabinete em uma área restrita, e recuperar fichas na procura. Alguns serviços usam ficha de baixa densidade gavetas com bolsos rotulados para cada cartão.
- Um convencional fotocópia não pode reproduzir as imagens. Bibliotecas microfichas utilizando muitas vezes têm um pouco os telespectadores que podem produzir uma fotocópia de uma imagem, para uma taxa nominal.
- Como todos os formatos analógicos mídia, microficha é carente de recursos encarado por usuários de mídia digital. Analógico cópias degradam com cada geração, enquanto cópias digitais têm muito maior cópia fidelidade. Digital dados também podem ser indexados e pesquisados facilmente.